# Naturschutzgebiet Talsysteme des Hülsbergsiepens und des Figgenbergsiepens mit angrenzenden Buchenwaldinseln
Das Naturschutzgebiet Talsysteme des Hülsbergsiepens und des Figgenbergsiepens mit angrenzenden Buchenwaldinseln mit einer Größe von 26,5 ha liegt nordöstlich von Hüsten im Stadtgebiet von Arnsberg im Hochsauerlandkreis. Es wurde 1998 mit dem Landschaftsplan Arnsberg durch den Kreistag des Hochsauerlandkreises als Naturschutzgebiet (NSG) mit dem Namen Naturschutzgebiet Hülsbergsiepen, zwei Teilflächen und einer Flächengröße 5,8 ha ausgewiesen. Bei der Neuaufstellung des Landschaftsplanes Arnsberg durch den Kreistag 2021 wurde das NSG mit verändertem Namen erneut ausgewiesen und erheblich vergrößert. Das NSG besteht nun aus drei Teilflächen.

## Gebietsbeschreibung
Im NSG handelt es sich um das Fließgewässersystem des Hülsbergsiepen und Figgenbergsiepen mit Laub- und Mischwäldern an den Talhängen. Die naturnahen vollbeschatteten Bachoberläufe haben steinigkiesige Sohle und verlaufen teils in Kerbtälern. Im In den südöstlich unteren Bereich mit breiteren Talsohlen befinden sich leicht mäandrierende Bachabschnitte. An den Bächen befinden sich Erlen- und Eschenauwälder mit teils gut entwickelter Krautschicht. Vor seinem Einfluss in den Hülsbergsiepen wird der Figgenbergsiepen durch eine naturferne Teichanlage unterbrochen. Direkt unterhalb des Teichgeländes befindet sich im feucht-nassen Auwald ein Rote-Liste-Pflanzenvorkommen. Dort liegt auch eine hochstaudenreiche Nasswiese teils stark vernässten Bereichen. Im nördlichen Bereich ist eine an die Gewässer angrenzende Buchenwaldinseln ins NSG einbezogen. Der Waldbereich befand sich bei Ausweisung 2021 Teilweise im Dickungs- und Stangenholzalter. Teilweise wies der Wald starke Überhälter von Buchen und Eichen auf.
Der Landschaftsplan führt als zusätzliche Entwicklungsmaßnahme u. a. auf, dass vorhandene Fichtenbereiche und Fichtennaturverjüngung vorrangig auf den Auenwaldstandorten und den Nassgrünlandbereichen regelmäßig entfernt werden sollen. Entfichteten Flächen sollen mit Ausnahme der Feuchtgrünlandbereiche der Sukzession überlassen werden.

## Spezielle Schutzzwecke für das NSG
Das NSG soll das Waldgebiet mit Arteninventar schützen. Wie bei allen Naturschutzgebieten in Deutschland wurde in der Schutzausweisung darauf hingewiesen, dass das Gebiet „wegen der Seltenheit, besonderen Eigenart und Schönheit des Gebietes“ zum Naturschutzgebiet erklärt wurde. Laut Landschaftsplan erfolgte die Ausweisung speziell zum:
- „Schutz, Erhaltung und Entwicklung des Fließgewässersystems mit seinen naturnahen Quellen, Bächen und bachbegleitenden Auwäldern;“
- „Erhaltung und Entwicklung der strukturreichen angrenzenden Laubwälder in einem von Nadelholzforsten dominierten Lebensraum;“
- „Entwicklung der Waldgesellschaften durch Umbau des Arteninventars und durch Vernetzung;“
- „Schutz und Erhaltung von Nassgrünland;“
- „Erhaltung und Entwicklung des für den Naturraum typischen Lebensraumkomplexes als Vernetzungs, Trittstein- und Refugialbiotop.“
- „Das NSG dient auch der nachhaltigen Sicherung von besonders schutzwürdigen Lebensräumen nach § 30 BNatSchG und von Vorkommen seltener Tier- und Pflanzenarten.“[2]